# Aphidecta obliterata
Espèce
Aphidecta obliterata (en anglais : Larch ladybird) est une espèce d'insectes coccinellidés qui fut introduite en Amérique du Nord afin de contrôler les populations de Adelges piceae, un petit insecte hémiptère envahisseur venu d'Europe qui détruit les sapins, notamment à Terre-Neuve et en Caroline du Nord.

## Description
Aphidecta obliterata présente une livrée beige, maculée et finement ponctuée de brun. Son front est orné de taches marron et des taches diffuses. Son pronotum est conique, maculé de 2 taches obliques brunes qui forment un V inversé, une tache marron flanquée de 2 taches. Ses élytres fermés forment un cône allongé, le dos anguleux. Ils sont ponctués de brun, surtout le long de l'arête centrale. L'insecte peut atteindre environ 4 mm de long.

## Répartition
Outre l'Europe et le Proche-Orient, il est présent en Amérique du Nord à Terre-Neuve, en Virginie et en Caroline.

## Alimentation
Il se nourrit vraisemblablement de petits insectes aphidés (pucerons) et d'autres de familles voisines.